# استفانی ون ژیلز
استفانی ون ژیلز (انگلیسی: Stéphanie Van Gils؛ زادهٔ ۱۷ اکتبر ۱۹۹۱) بازیکن فوتبال اهل بلژیک است.
وی همچنین در تیم ملی فوتبال زنان بلژیک بازی کرده‌است.